# Museo delle Grigne

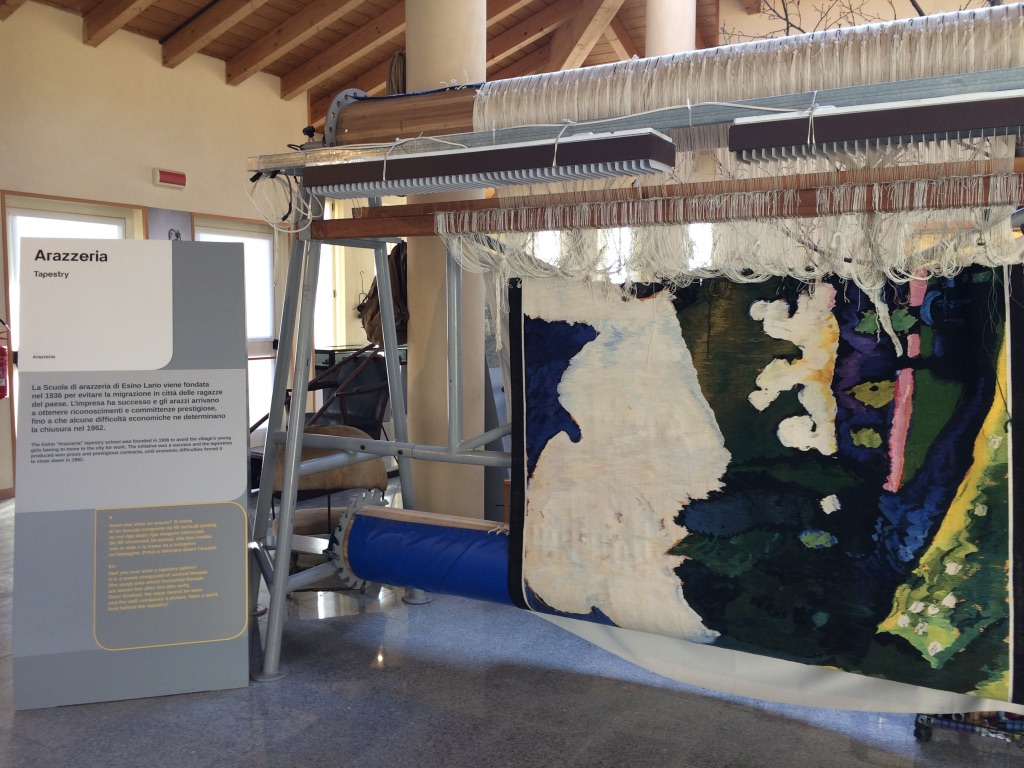
Sezione Scuola di Arazzeria

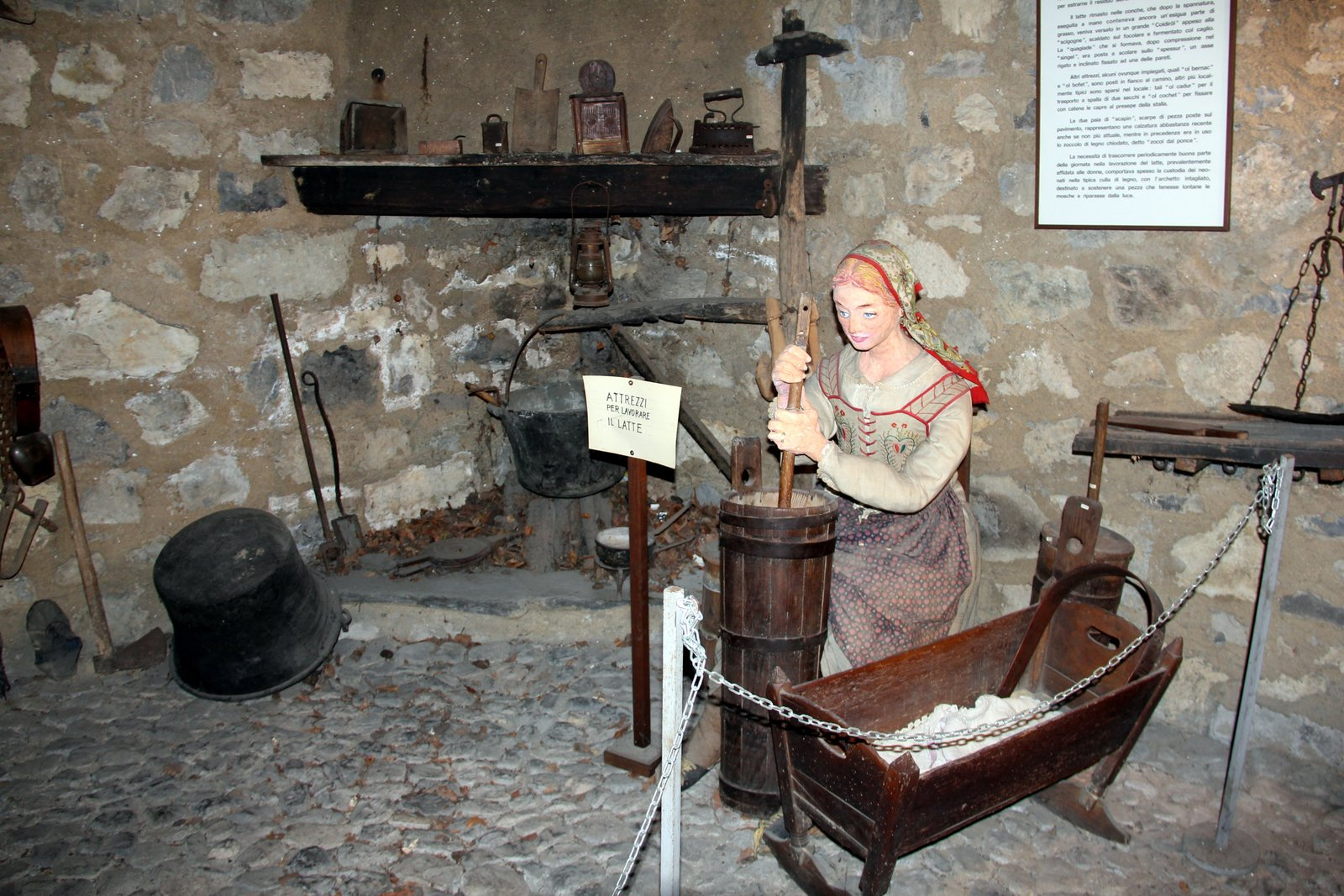

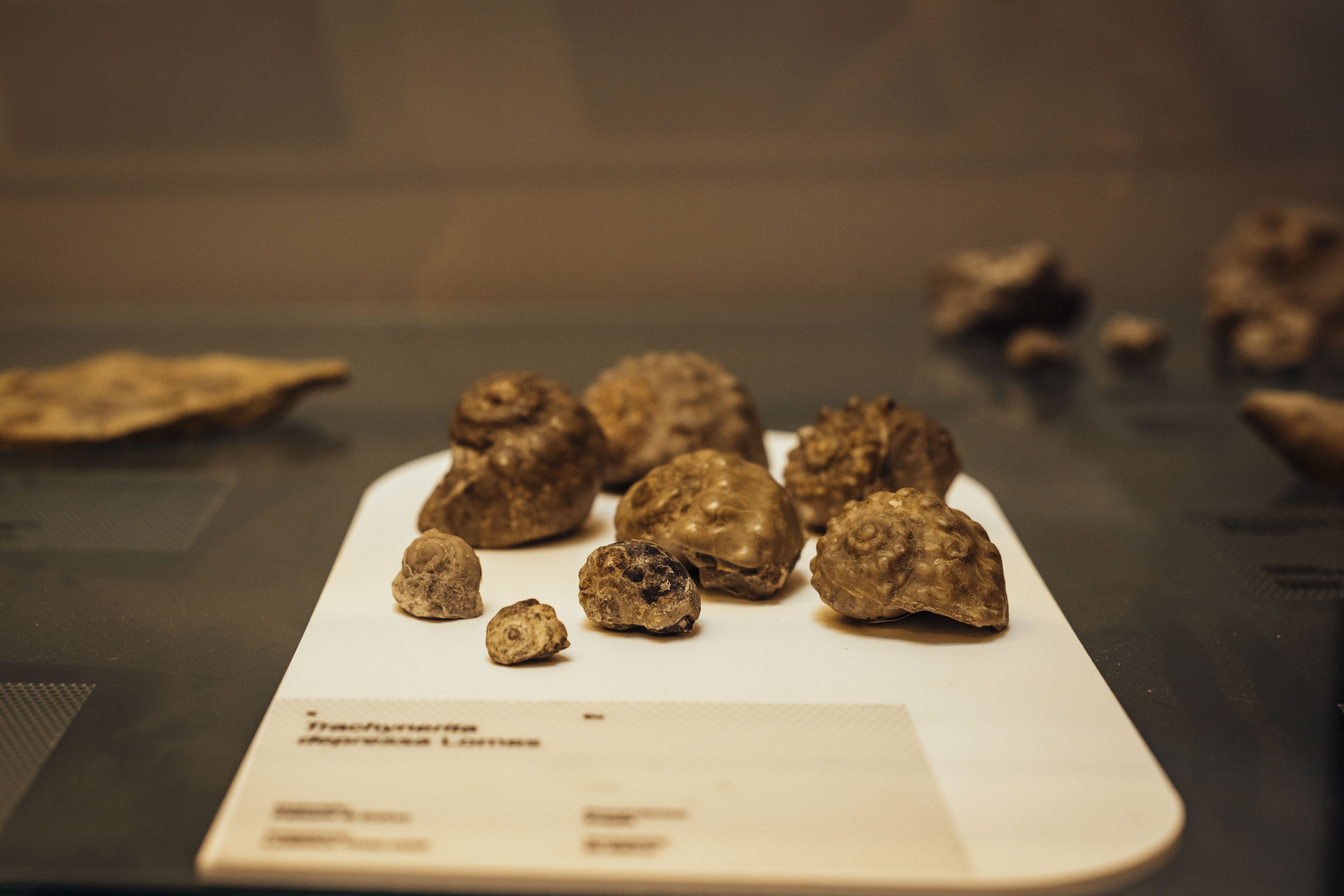
Alcuni fossili nell'allestimento 2017

Il Museo delle Grigne è il museo civico di Esino Lario, riconosciuto nel 2022 dal Regione Lombardia come raccolta museale. Conserva e presenta al pubblico una collezione di storia naturale (con fossili, minerali, rappresentazioni delle zone fitoclimatiche del Lario, diorami di animali e una collezione di farfalle italiane), reperti archeologici e materiale etno-antropologico con una ricostruzione di un "Casel", la baita tipica dei maggenghi attorno al paese.

## Storia

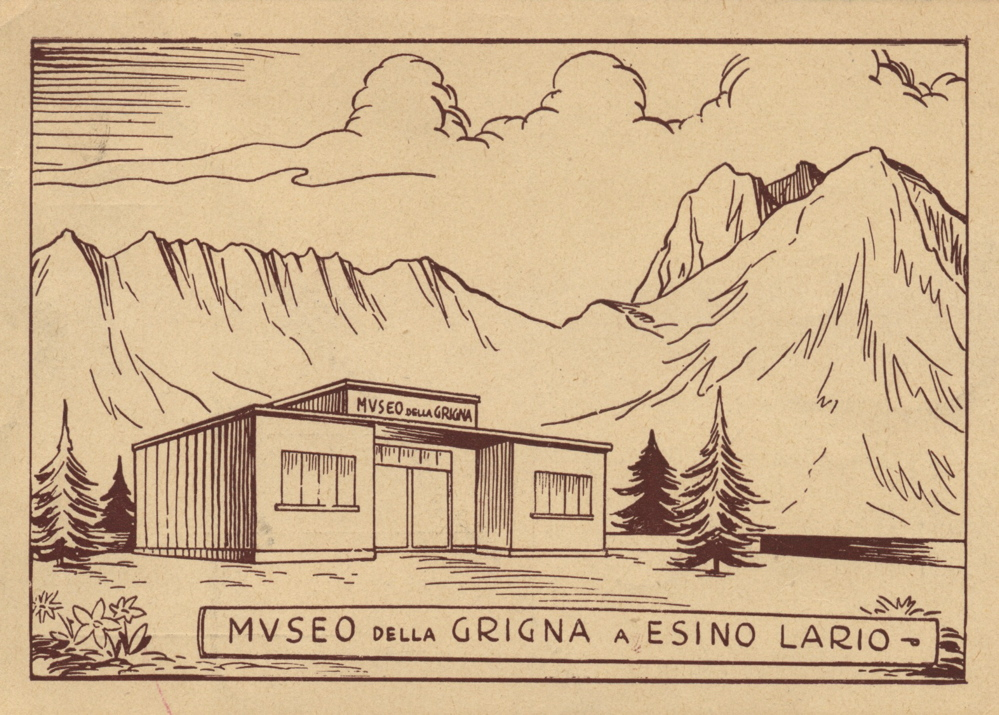

Il Museo delle Grigne di Esino Lario è il primo museo locale della provincia di Como, nato negli anni Trenta ad opera dell'allora parroco Giovanni Battista Rocca con lo scopo di far conoscere al pubblico le peculiarità del territorio, inaugurato il 28 luglio 1935.
Intorno al 1936 il parroco raccoglie numerosi oggetti archeologici venuti alla luce in occasione di scavi per nuovi edifici ai margini del paese e li conserva nella cappella mortuaria del cimitero abbandonato, collocato nella zona dell'attuale campo sportivo parrocchiale. La raccolta, arricchita con altro materiale e in particolare da fossili di Antonio Stoppani, viene inaugurata nell'agosto del 1947 da Don Rocca che nel frattempo aveva istituito una collaborazione con la Società Geologica Lombarda. Durante la seconda guerra mondiale il patrimonio della raccolta si disperde; i reperti archeologici vengono preservati poiché depositati presso il Museo di Varese.
Nel 1957 l'amministrazione comunale, guidata dall'allora sindaco Pietro Pensa, riprende l'iniziativa e nel 1959 istituisce nuovamente e ufficialmente il Museo delle Grigne di Esino Lario che viene allestito in nuovi locali in piazza del Comune.
Nel 1967 il Consiglio Comunale di Esino Lario dota il museo di uno statuto. I collaboratori sono una decina, viene nominato un conservatore e nel 1976 la Commissione di consulenza si allarga seguendo le indicazioni della Regione Lombardia. Si fanno visite guidate e gli oggetti esposti sono illustrati con chiari pannelli esplicativi. Tra le iniziative didattiche (molte ancora in progetto) vi sono conversazioni sulla storia locale. Si vorrebbe che il museo diventasse un vero e proprio centro culturale. Preoccupato che il museo vada a finire come quello precedente, Pietro Pensa coinvolge la Comunità Montana della Valsassina, consorziandosi anche col Museo di Premana, in modo da coordinare gli sforzi e di non fare doppioni, e crea stretti collegamenti con il museo civico di Lecco. Nel 1979, in un'ottica di sussidiarietà viene istituito il Museo Territoriale della Comunità Montana Valsassina, Valvarrone, Val d'Esino e Riviera che coordina e raggruppa il Museo della Grigna, il Museo di Premana, il Museo di Primaluna e il Museo di Varenna. 
Nel 1993 la gestione del museo viene affidata dal Comune all'Associazione Amici del Museo delle Grigne (Onlus dal 1998) con lo scopo di valorizzare il Museo delle Grigne ed incrementare la sua collezione. L'associazione è composta da un gruppo di volontari che si impegnano nell'apertura al publico del museo, nella manutenzione ordinaria del museo e nell'organizzazione di iniziative culturali e conferenze relative al territorio, alla cultura e alla storia. La stessa associazione dal 2008 è anche ente gestore dell'Ecomuseo delle Grigne, proprio per la vocazione di valorizzazione del territorio e per le forti interconnessioni tra lo spazio “museo” e gli “ambienti” da lui descritti.
Nel 2005 viene terminata la nuova sede del Museo delle Grigne in collaborazione con il Parco Regionale della Grigna Settentrionale (gestito dalla Comunità Montana della Valsassina, Valvarrone, Val d'Esino e Riviera). La nuova sede del museo si trova in via Montefiori 19 nel giardino di Villa Clotilde.
Nel 2012 la collezione di farfalle donata da Paolo Boncompagni al museo e la raccolta di coleotteri donata da Elisabetta Redigolo vengono collocate a Villa Clotilde insieme a una teca di animali e inserite nell'opera d'arte sonora Animagus di Roberto Paci Dalò.

## Edifici
Il Museo delle Grigne ha tre sedi: la sede storica di Piazza Pietro Pensa, la nuova sede nel giardino di Villa Clotilde e uno spazio al primo piano di Villa Clotilde.
- Sede storica, Piazza Pietro Pensa. Ancora visibile il "casel", una ricostruzione di casello montano utilizzato nel territorio.
- Nuova sede, giardino di Villa Clotilde, via Montefiori, 19. Fossili, reperti archeologici, materiale etno-antropologico, diorama di animali. Esposizioni temporanee.
- Villa Clotilde, Via Montefiori, 19. Collezione di farfalle italiane, Collezione di insetti e un diorama di animali.

## Collezioni

### Storia naturale
Il museo conserva minerali ancora in parte da allestire e una ricca collezione di fossili. Il territorio della Grigna è da sempre noto proprio per i minerali e i fossili che hanno reso famoso il nome di Esino e hanno richiamato nel secolo scorso scienziati di tutto il mondo. Le scogliere calcareo-dolomitiche delle Grigne e delle loro propaggini hanno rivelato una straordinaria ricchezza di molluschi di ogni dimensione. L'Abate Antonio Stoppani descrisse nell'Ottocento oltre 200 diverse forme nella sua classica monografia Les pétrifications d'Esino: spongiarini, polipi, crinoidi, brachiopodi, lamellibranchi, gasteropodi e cefalopodi. In seguito altri geologi hanno studiato la fauna fossile dei nostri monti producendo una ricca letteratura in proposito. Oggi si ritiene che le specie siano oltre 250.
La collezione di farfalle viene donata al Museo delle Grigne da Paolo Boncompagni. Include 11 teche di farfalle italiane. La raccolta di coleotteri è stata donata da Elisabetta Redigolo. Nel 2012 le due collezione vengono trasferite al primo piano di Villa Clotilde e sono parte dell'installazione sonora Animagus di Roberto Paci Dalò.

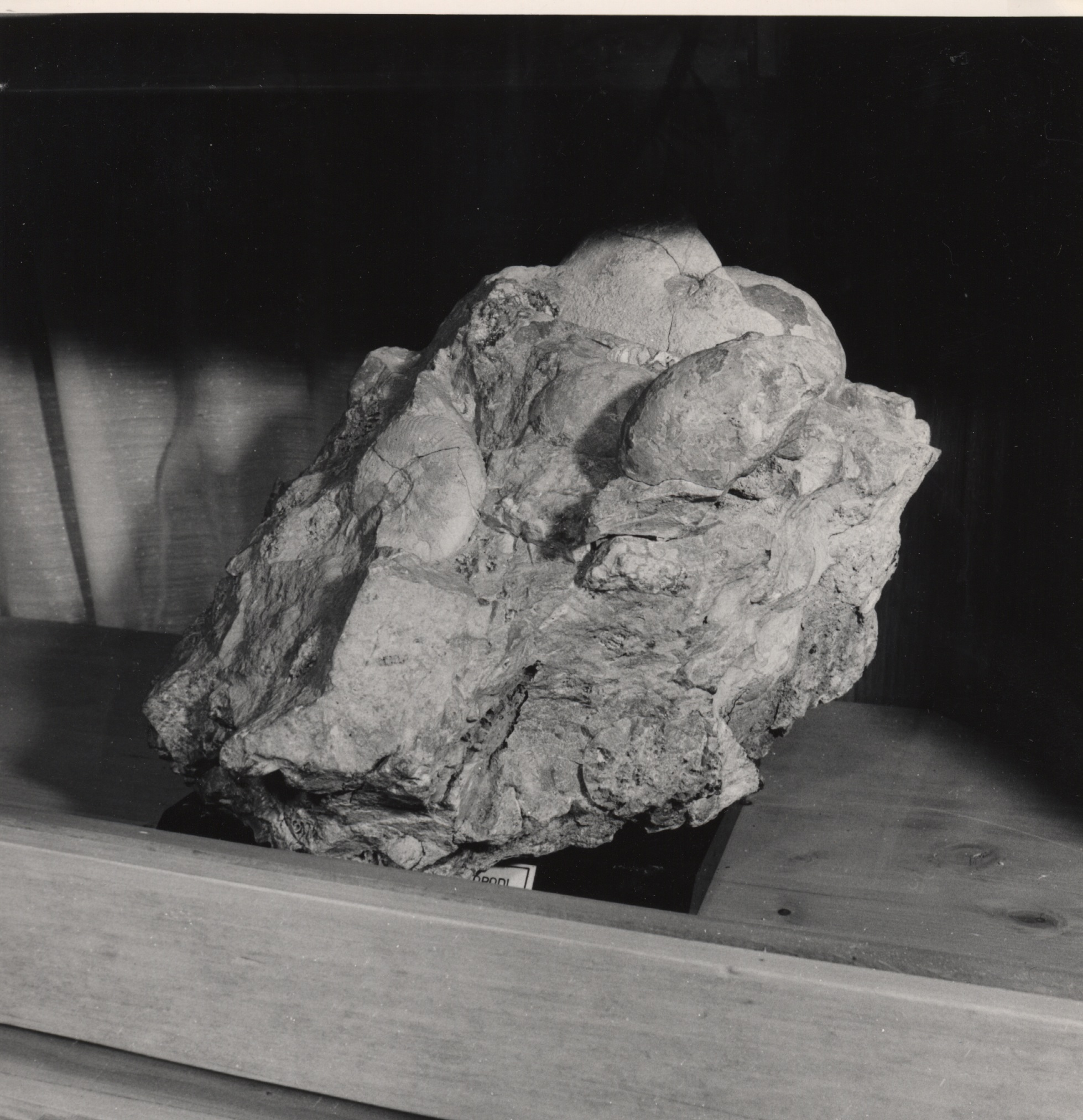
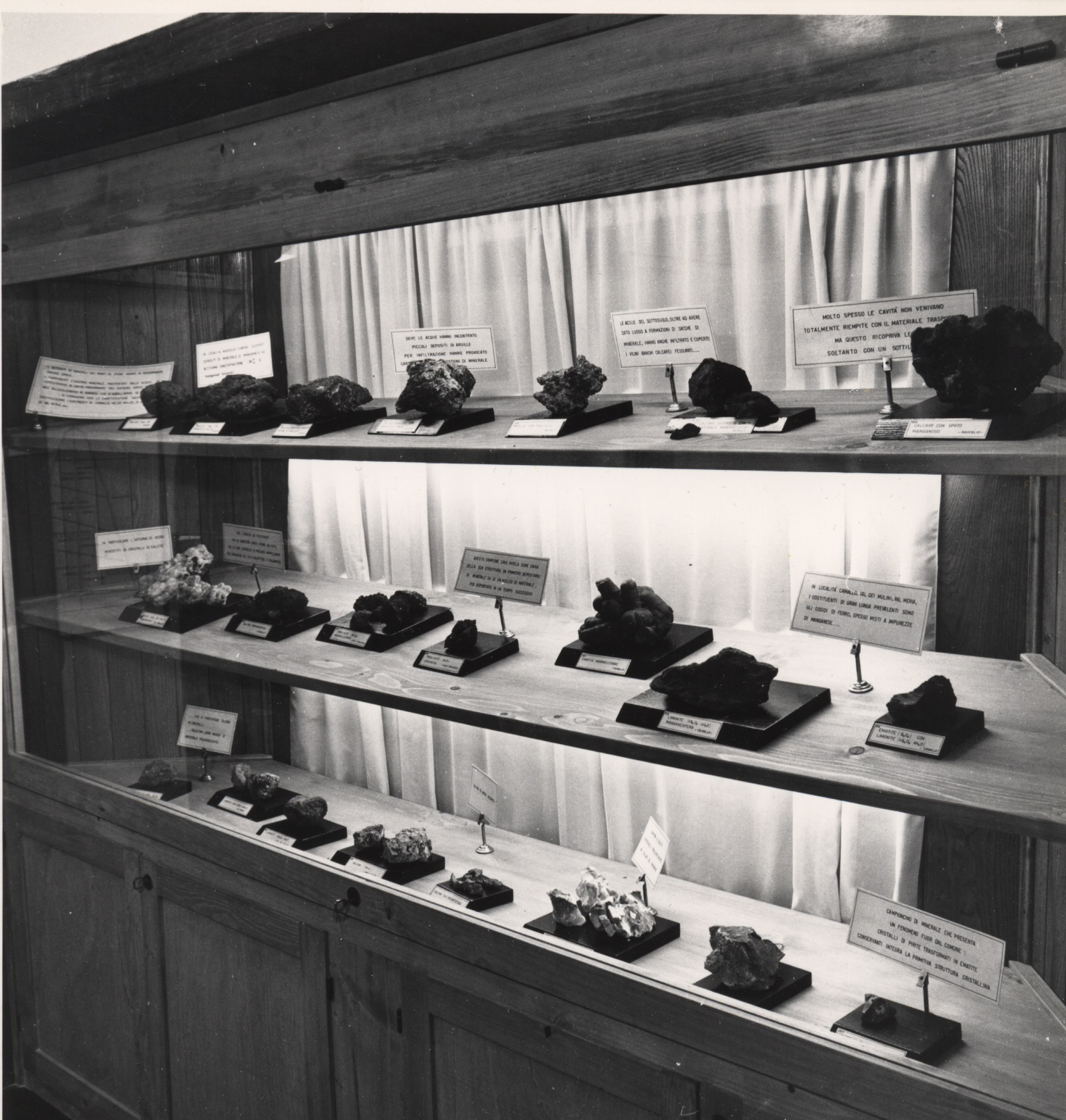
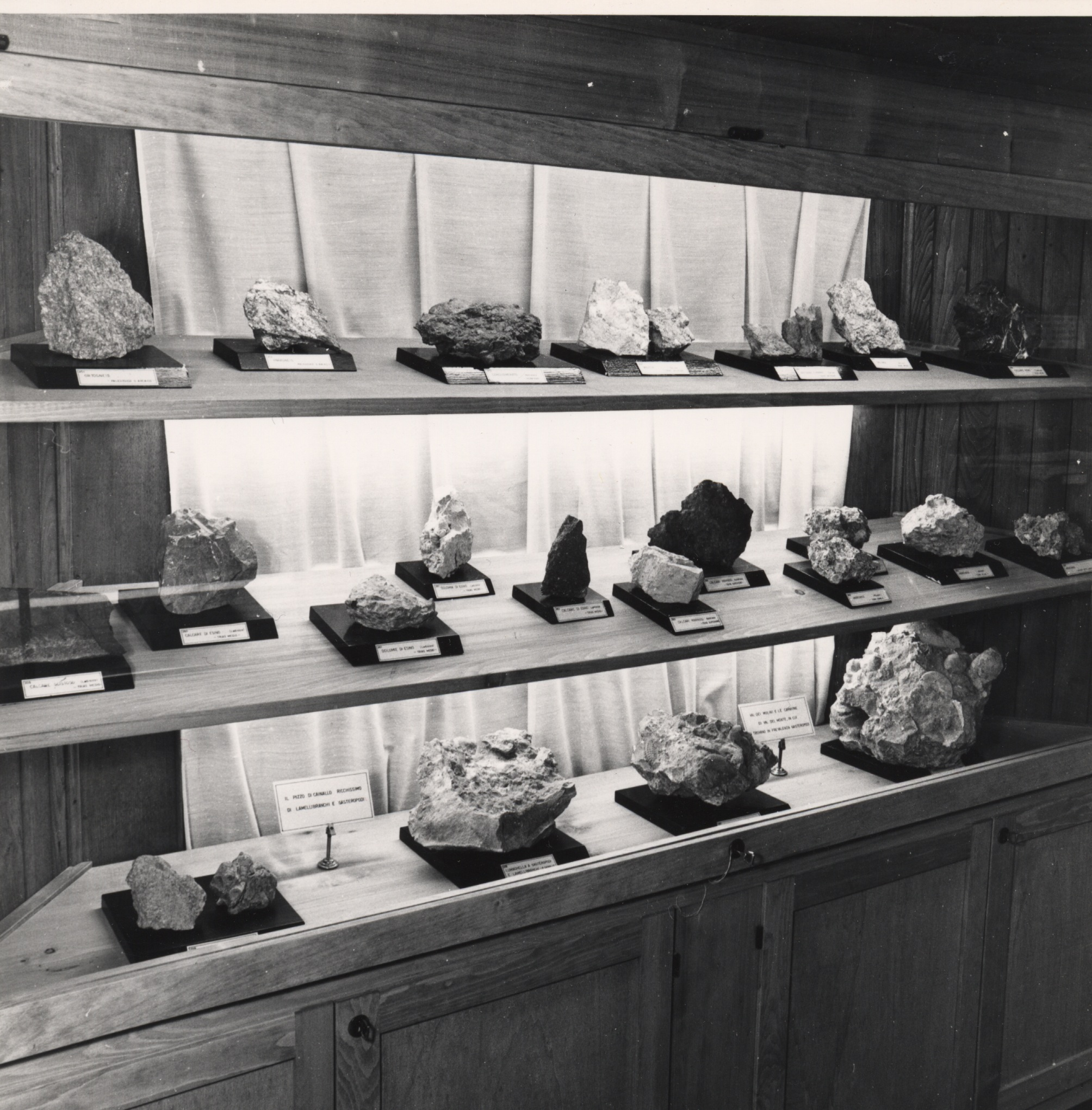
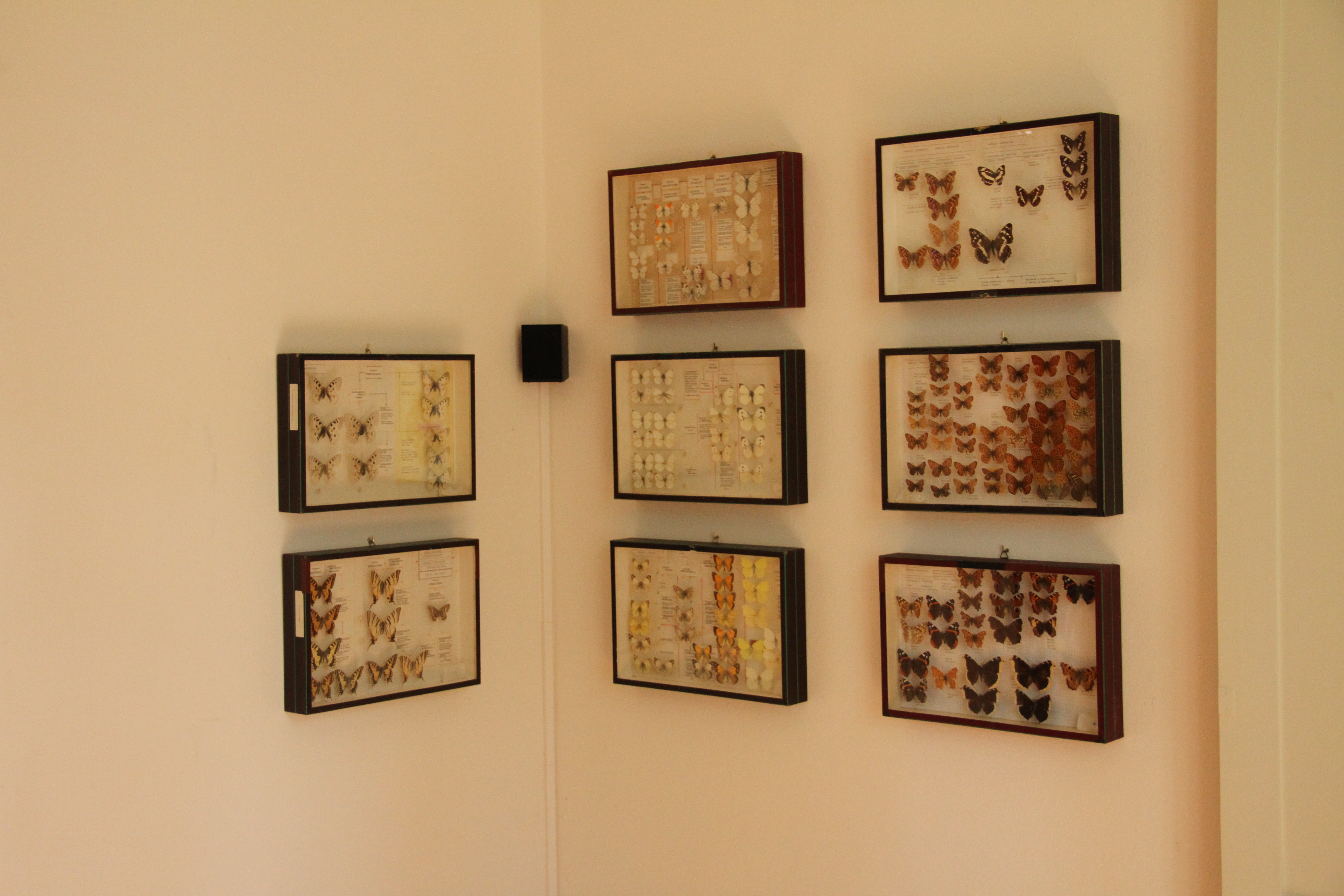
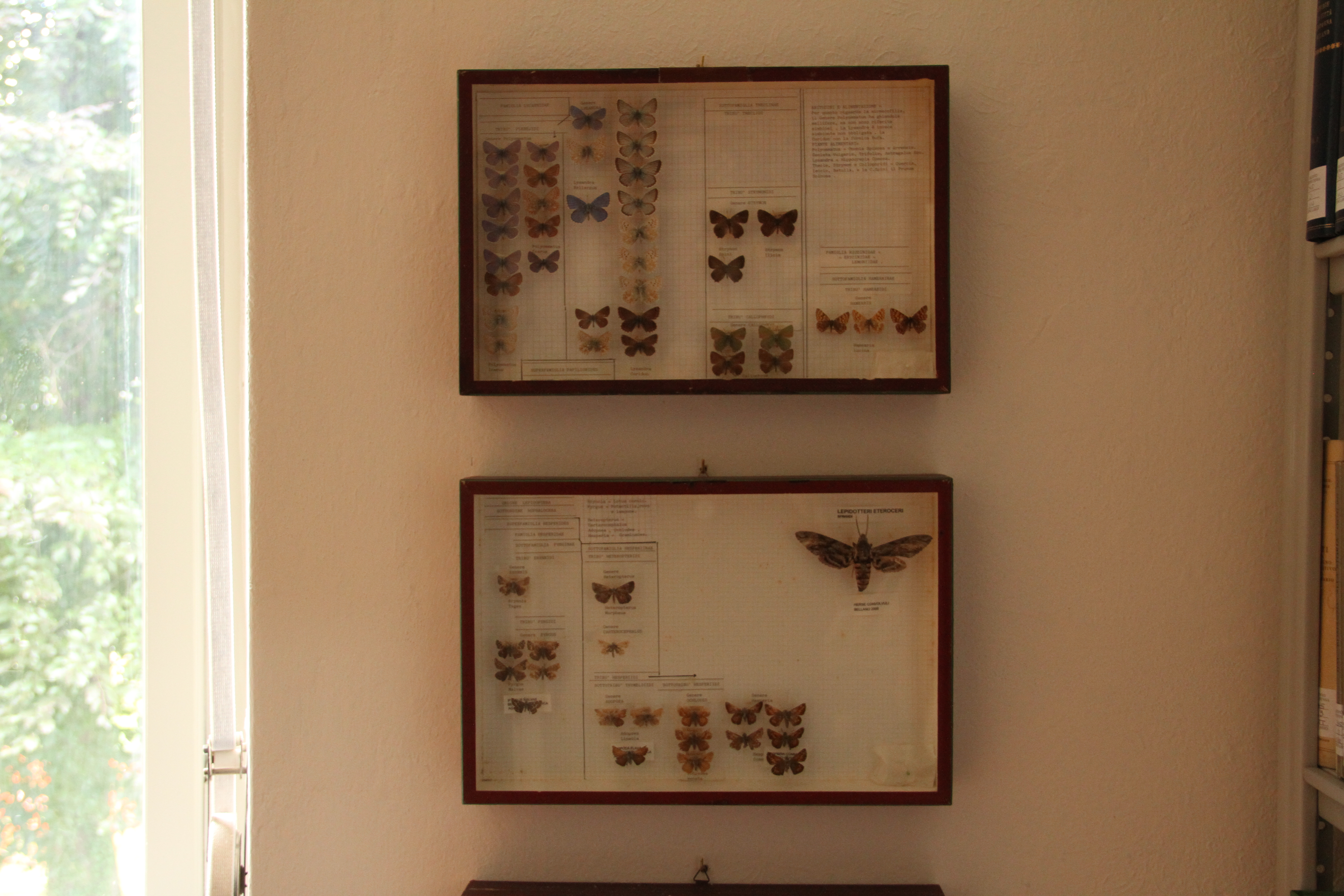
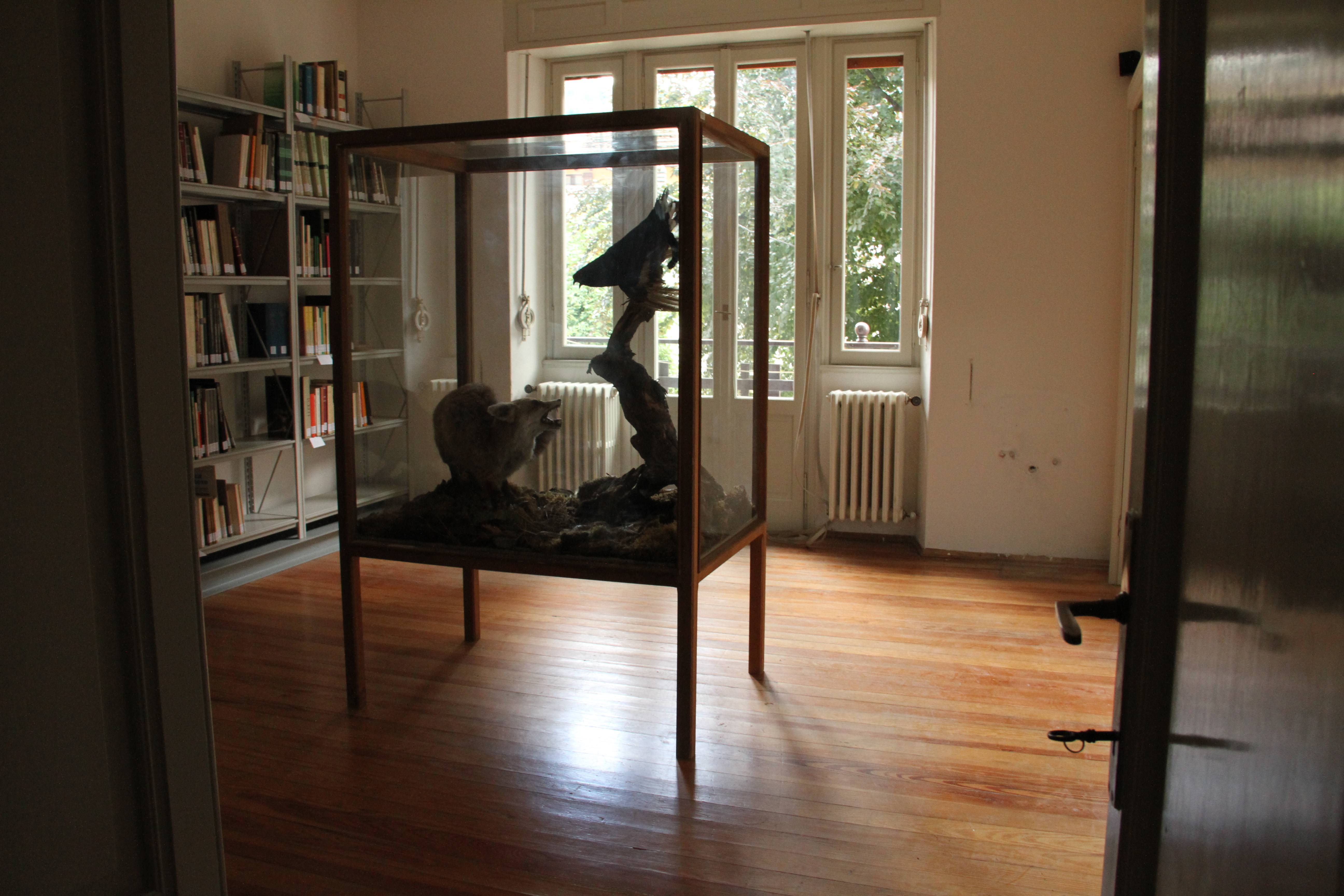
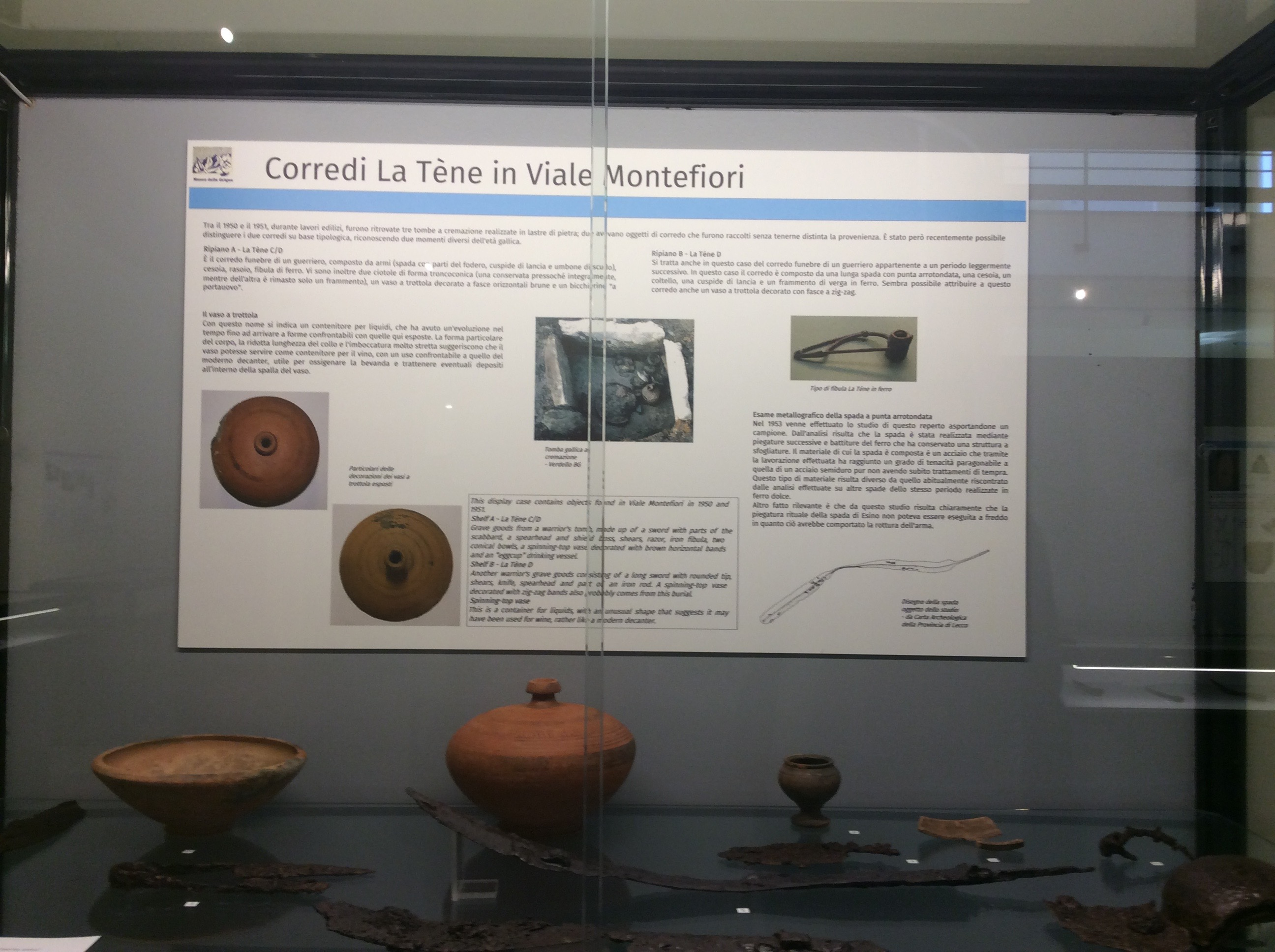
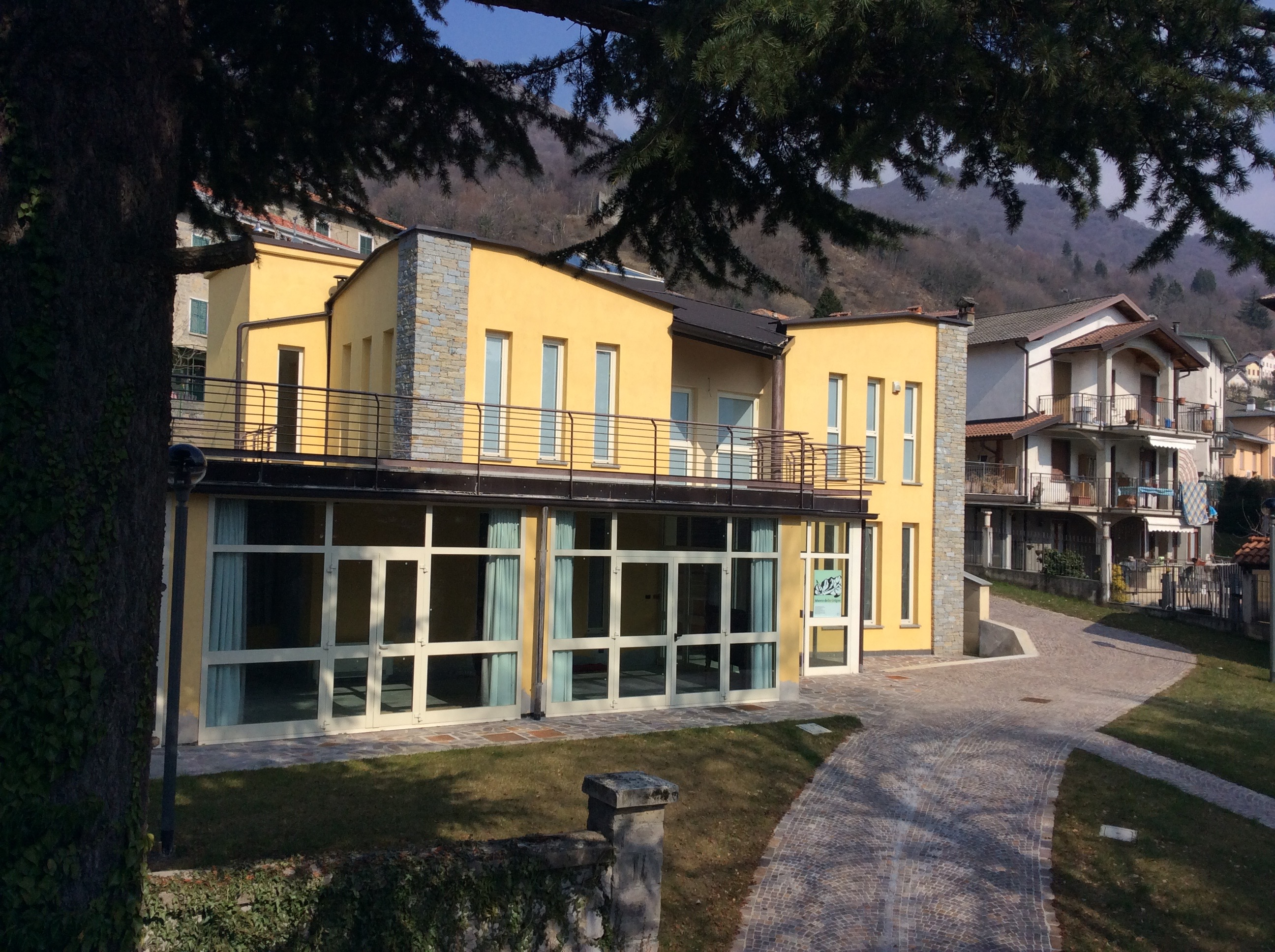
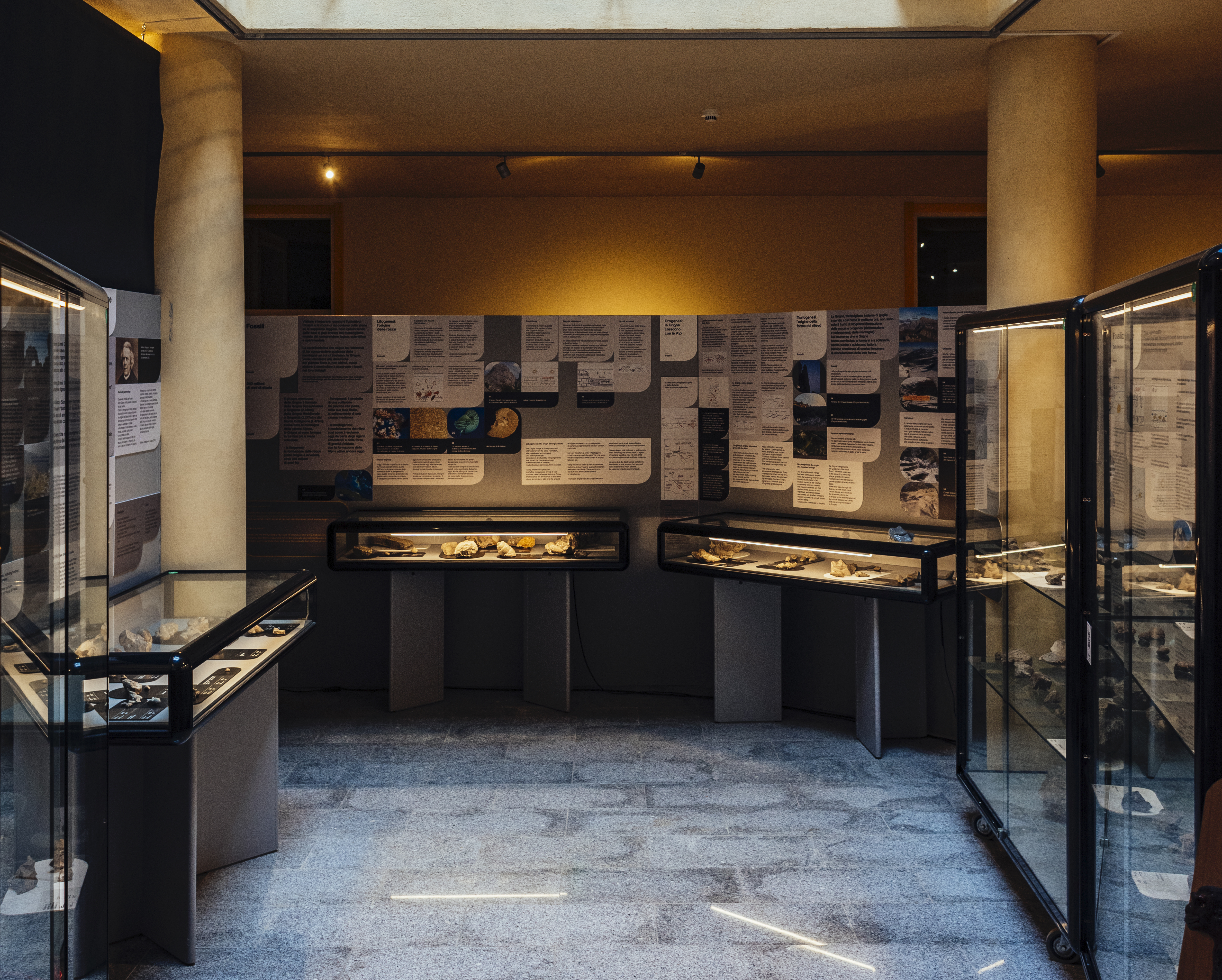
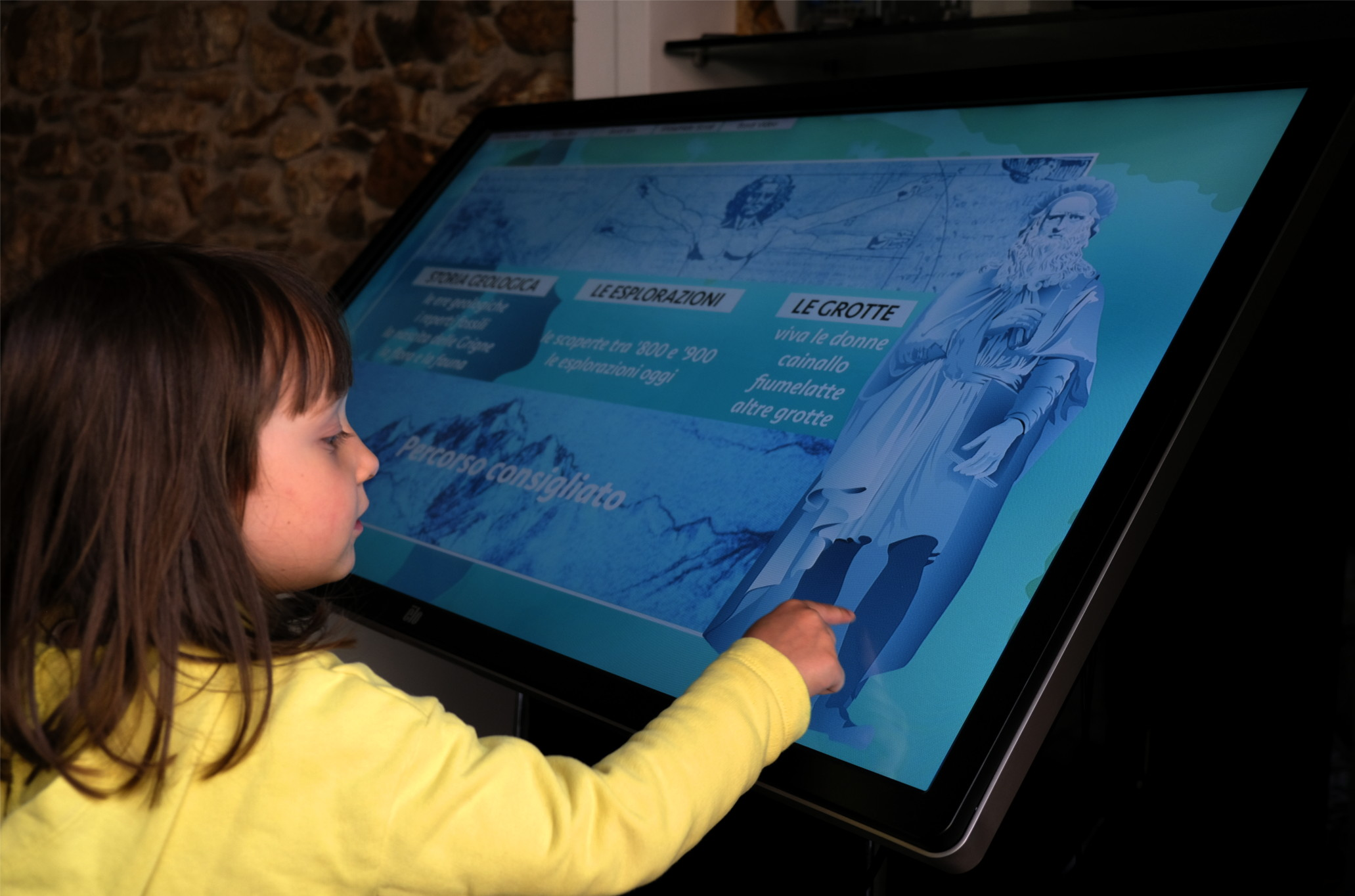
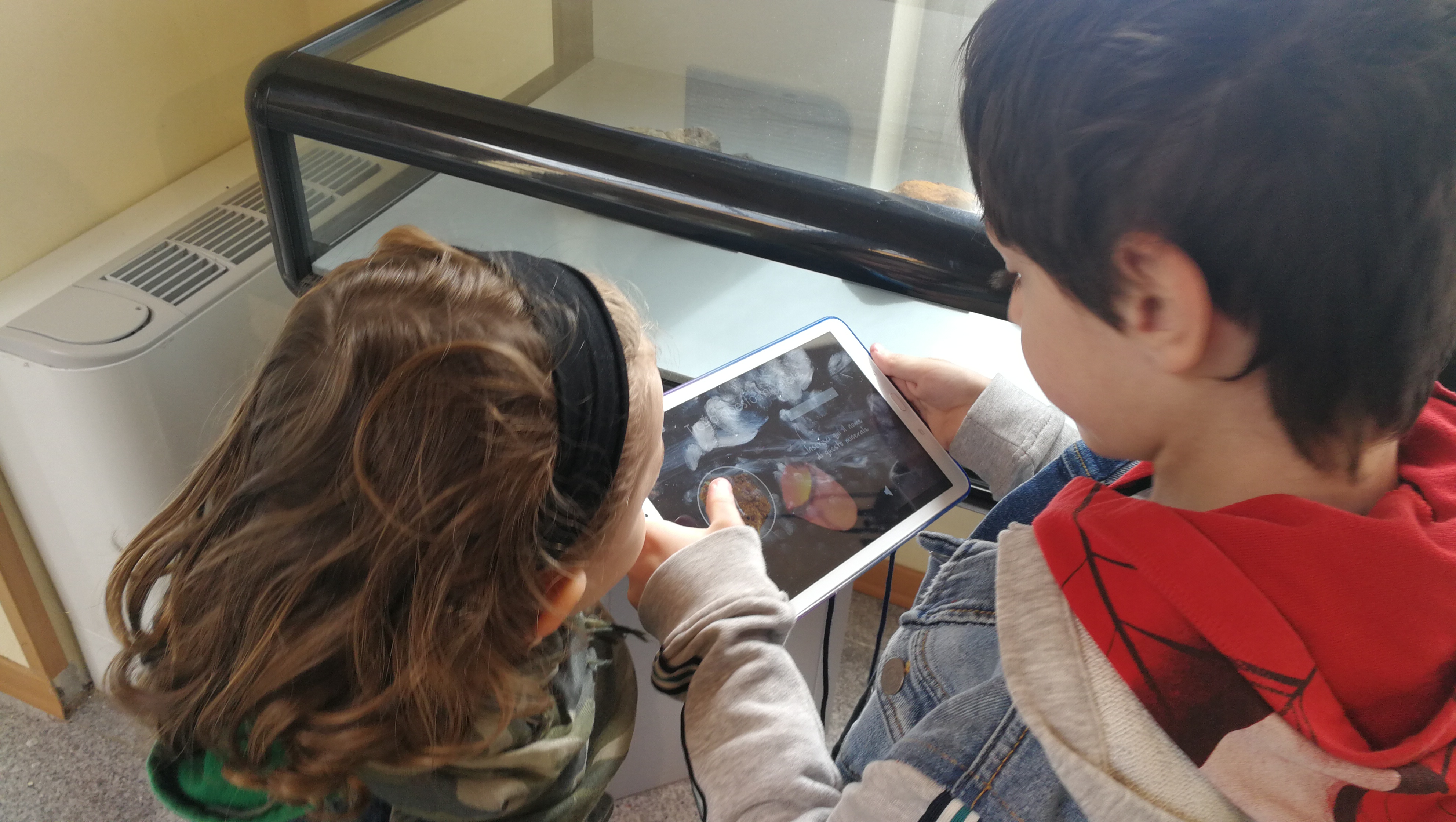
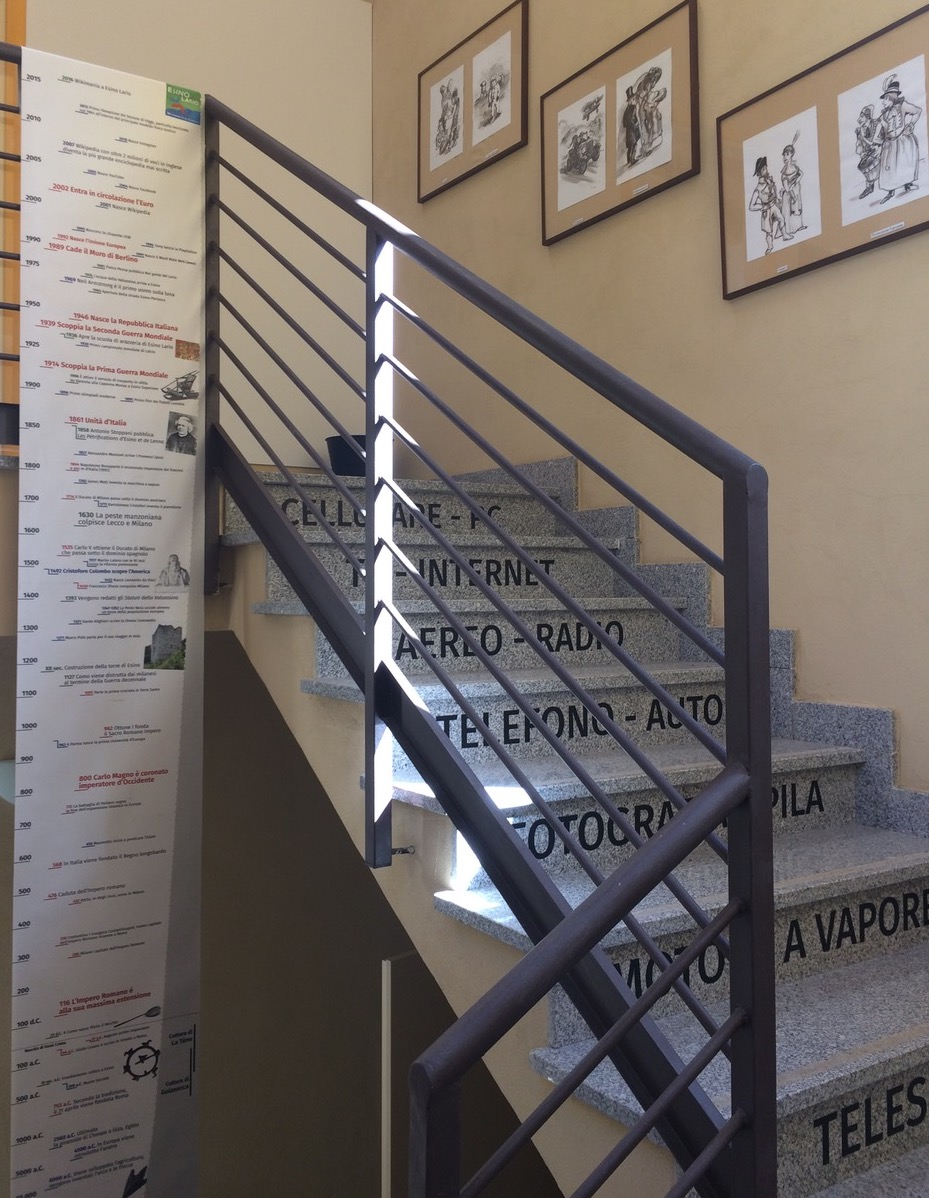

### Reperti archeologici
La collezione archeologica comprende alcuni dei reperti ritrovati nel territorio della Val d'Esino in diverse tombe celtiche (rinvenute a Esino Superiore o Crès); il corredo funebre di una tomba romana (rinvenuta a Esino Inferiore o Psciach), armi ed attrezzi di vita quotidiana; monili e monete. Questi reperti testimoniano la diversa origine dei due nuclei abitativi di Esino Lario, Cres di origine celtica e Piasch romana; se di alcuni pezzi l'origine è chiaramente identificabile, altri sono difficilmente catalogabili, a testimonianza della completa fusione delle due culture nel territorio. Altri reperti archeologici del territorio sono conservati presso il Museo di Varese, Museo archeologico di Milano e il Museo archeologico di Lecco.

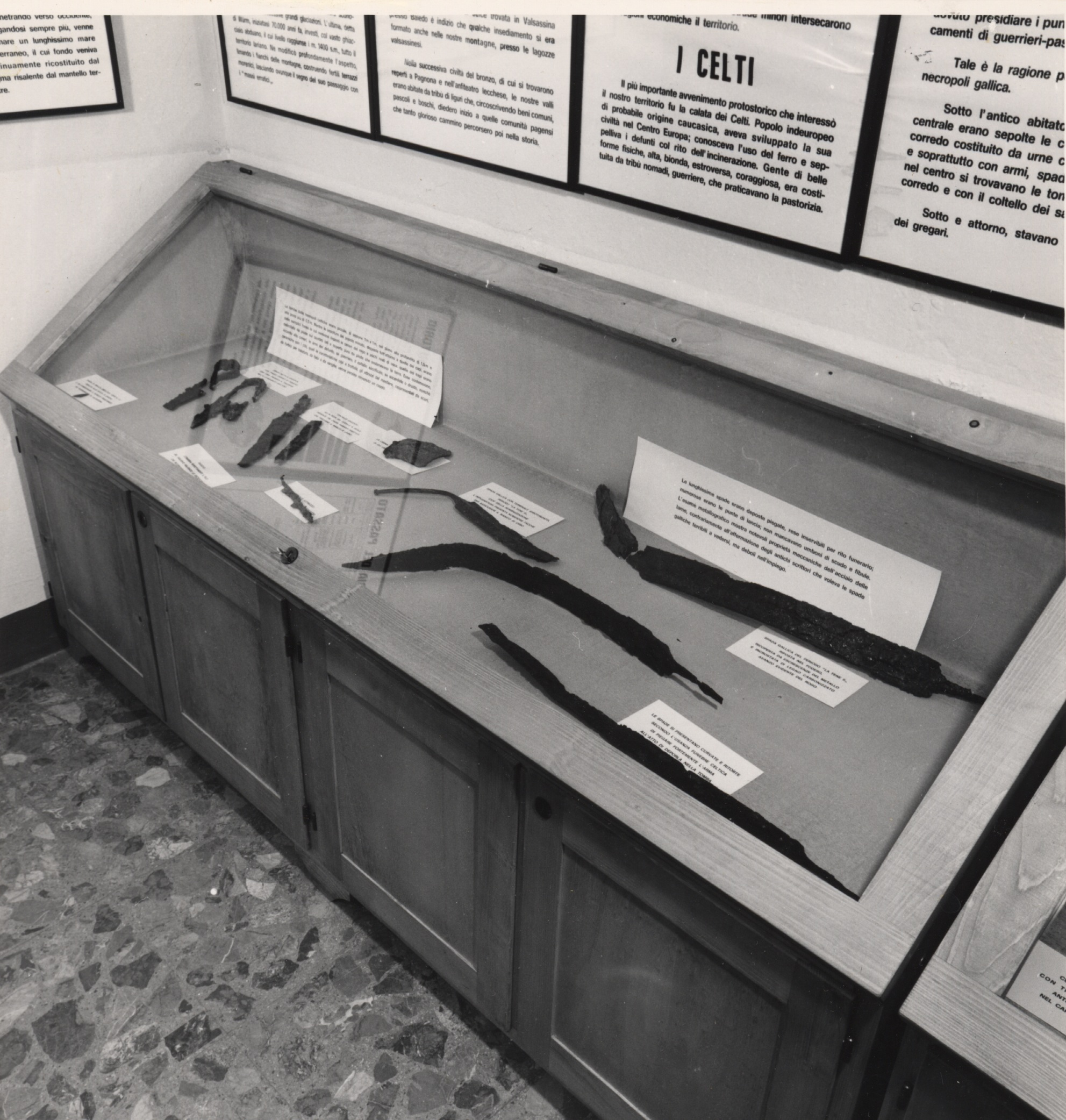
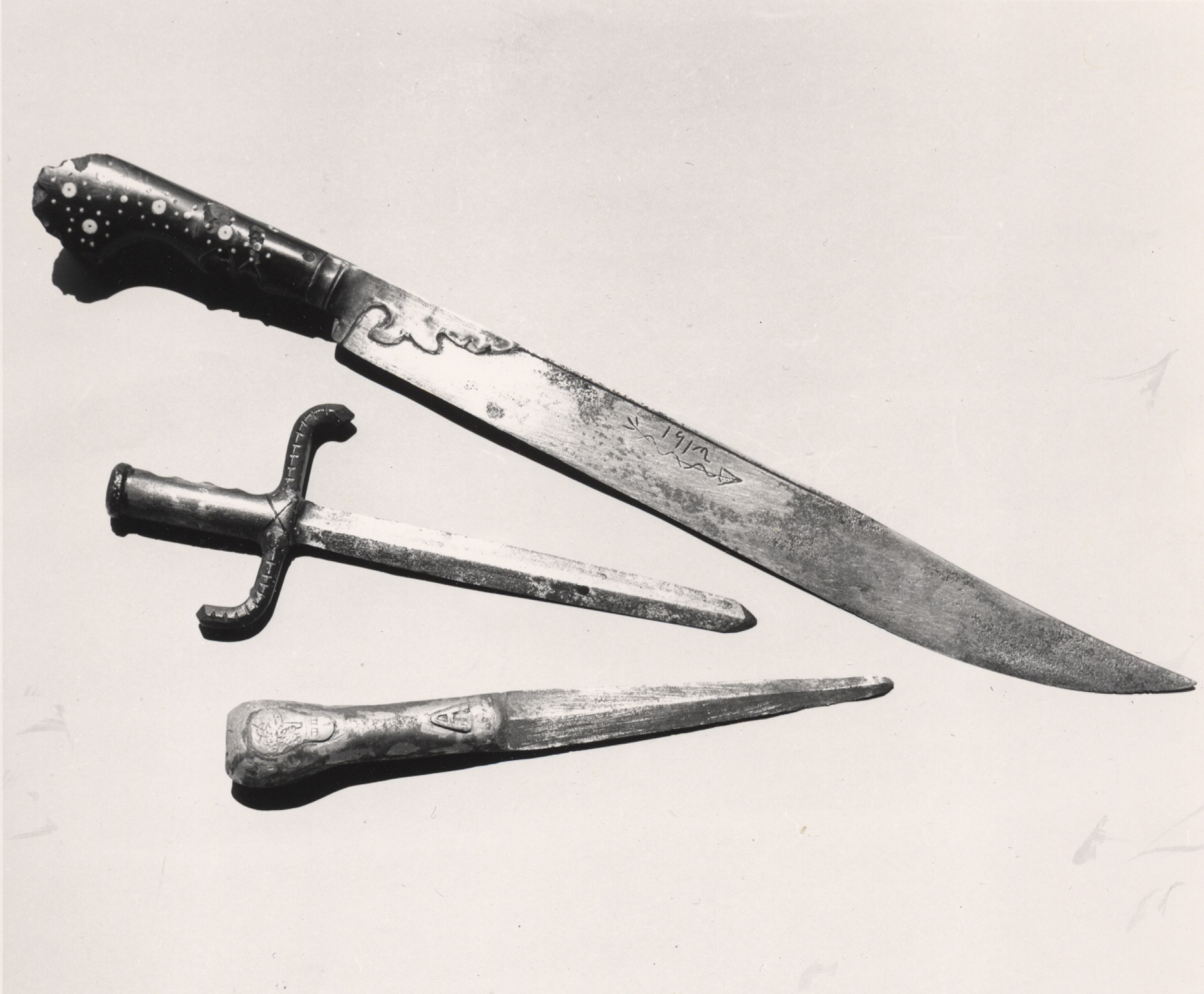
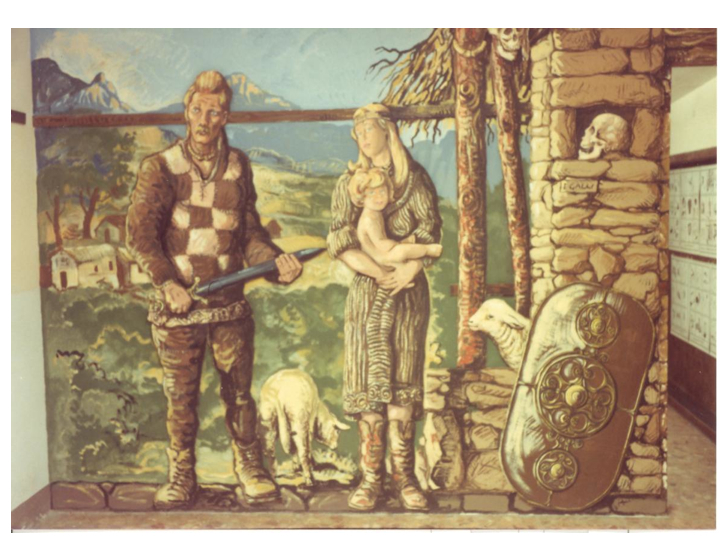
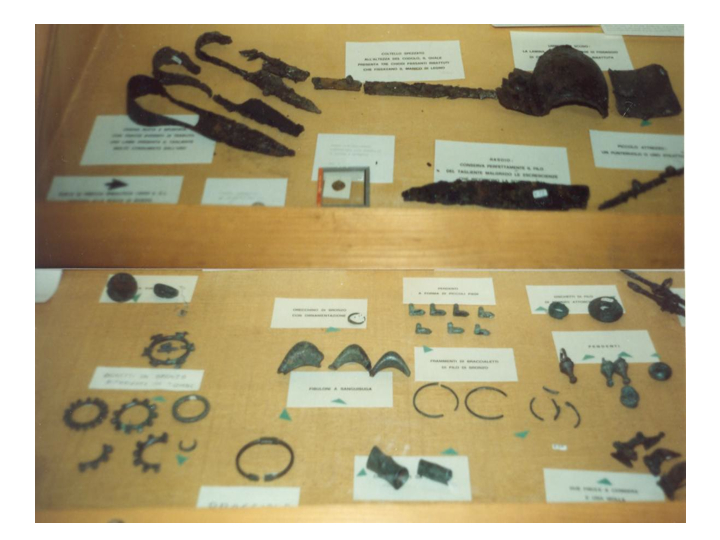

### Collezione etno-antropologico
La collezione di attrezzi di vita quotidiana conserva strumenti di lavoro utilizzati sino ai primi decenni del Novecento. Vi sono attrezzi legati all'agricoltura e all'allevamento, alla produzione di burro e formaggio, e alla filatura della canapa. Pittoresca è senza dubbio la stanza del Casel, una struttura tipica montana dove si svolgeva la lavorazione del latte e la produzione di formaggio.

## Percorso espositivo
Il museo conserva e testimonia l'evoluzione dell'uomo e del suo ambiente dalle sue origini sino ad oggi. Per questo motivo le raccolte sono organizzate in diverse distinte sezioni, collegate dalla logica della territorialità, dedicate alla geologia, alla paleontologia, all'archeologia, allo studio della flora e della fauna ed alla storia locale. Il Museo delle Grigne si propone quindi di recuperare la cultura locale, di far scoprire ai visitatori l'importanza storica e geologica del territorio e di mantenere viva nella memoria della popolazione residente le proprie origini, le proprie tradizioni, la propria cultura.

## Gestione
Il Museo delle Grigne è un museo civico gestito dal 1993 dall'Associazione Amici del Museo delle Grigne Onlus. Il museo fa parte del Sistema museale della provincia di Lecco.